# Distretto di Longsha
Il distretto di Longsha (龙沙区S, Lóngshā QūP) è un distretto della Cina, situato nella provincia di Heilongjiang e amministrato dalla prefettura di Qiqihar.